# Hieraaetus
Genre
Hieraaetus est un genre de rapaces de la famille des Accipitridae.

## Étymologie
Hieraaetus vient du grec hierax pour épervier ou faucon et aetos pour aigle.

## Liste des espèces
D'après la classification de référence (version 14.1, 2024) de l'Union internationale des ornithologues, il y a 5 espèces du genre Hieraaetus (ordre philogénique) :
- Hieraaetus wahlbergi (Sundevall, 1850) – Aigle de Wahlberg ;
- Hieraaetus ayresii (Gurney, JH Sr, 1862) – Aigle d'Ayres ;
- Hieraaetus pennatus (Gmelin, JF, 1788) – Aigle botté ;
- Hieraaetus morphnoides (Reichenow, 1900) – Aigle nain ;
- Hieraaetus weiskei (Gould, 1841) – Aigle de Weiske.

Une autre espèce a été décrite :
- † Hieraaetus moorei (Haast, 1872) – Aigle géant de Haast.